# 12606 Apuleius
12606 Apuleius là một tiểu hành tinh vành đai chính với chu kỳ quỹ đạo là 1412.5968639 ngày (3.87 năm).
Nó được phát hiện ngày 24 tháng 9 năm 1960.